# Елі Бен-Рімоз
Еліяху Бен-Рімоз (івр. אלי בן רימוז'; нар. 20 листопада 1944) — ізраїльський футболіст, виступав на позиції нападника.

## Клубна кар'єра
Свою кар'єру Бен-Рімоз розпочав у клубі «Хапоель» (Єрусалим). У 1962 році був переведений до першої команди клубу й у сезоні 1962/63 році дебютував у вищому дивізіоні Ізраїлю. Бен-Рімоз, який грав на позиції нападника, отримав прізвисько «Балерина» за легкість руху на футбольному полі. В Ізраїлі здобув популярність завдяки фантастичному дриблінгу та довгому волоссю. Став ключовим гравцем клубу й увійшов до числа найзірковіших футболістів клубу. Був одним з гравців «золотого покоління» «Хапоеля», які в сезоні 1972/73 років стали бронзовими призерами ізраїльського чемпіонату (найбільший успіх єрусалимського клубу за період його виступів у вищому дивізіоні чемпіонату Ізраїлю), а також володарями кубку Ізраїлю 1973 року (найвище досягнення «Хапоеля» в кубку Ізраїлю). У фінальному поєдинку єрусалимський клуб переміг «Бней-Єгуду». У сезоні 1970/71 років став найкращим бомбардиром клубу з 23-ма забитими м'ячами. У сезоні 1976/77 років залишив Єрусалим та перейшов до «Бней-Єгуди», але вже наступного сезону повернувся до «Хапоеля», кольори якого захищав до 1979 року, коли вирішив завершити професіональну кар'єру.

## Кар'єра в збірній
У 1967 році отримав дебютний виклик до національної збірної Ізраїлю. Але вперше вийшов на поле в складі збірної 20 січня 1970 року в програному (1:2) поєдинку проти олімпійської збірної Румунії. У 1970 році був викликаний для участі в чемпіонаті світу 1970 року в Мексиці, але в команді був резервістом, тому не зіграв на цьому турнірі жодної хвилини. Загалом у складі збірної зіграв 2 поєдинки (всі в 1970 році).

## Статистика виступів

### Клубна кар'єра
| Сезон   | Клуб                     | Країна  | Змагання    | Матчі | Голи |
| ------- | ------------------------ | ------- | ----------- | ----- | ---- |
| 1962/63 | «Хапоель» (Єрусалим)     | Ізраїль | Ліга Леуміт | 1     | 0    |
| 1963/64 | «Хапоель» (Єрусалим)     | Ізраїль | Ліга Леуміт | 19    | 1    |
| 1964/65 | «Хапоель» (Єрусалим)     | Ізраїль | Ліга Леуміт | 22    | 8    |
| 1965/66 | «Хапоель» (Єрусалим)     | Ізраїль | Ліга Леуміт | 27    | 3    |
| 1966/67 | «Хапоель» (Єрусалим)     | Ізраїль | Ліга Леуміт | ?     | ?    |
| 1967/68 | «Хапоель» (Єрусалим)     | Ізраїль | Ліга Леуміт | ?     | ?    |
| 1968/69 | «Хапоель» (Єрусалим)     | Ізраїль | Ліга Леуміт | 22    | 10   |
| 1969/70 | «Хапоель» (Єрусалим)     | Ізраїль | Ліга Леуміт | 26    | 14   |
| 1970/71 | «Хапоель» (Єрусалим)     | Ізраїль | Ліга Леуміт | 25    | 20   |
| 1971/72 | «Хапоель» (Єрусалим)     | Ізраїль | Ліга Леуміт | 24    | 6    |
| 1972/73 | «Хапоель» (Єрусалим)     | Ізраїль | Ліга Леуміт | 26    | 4    |
| 1973/74 | «Хапоель» (Єрусалим)     | Ізраїль | Ліга Леуміт | 21    | 4    |
| 1974/75 | «Хапоель» (Єрусалим)     | Ізраїль | Ліга Леуміт | 27    | 5    |
| 1975/76 | «Хапоель» (Єрусалим)     | Ізраїль | Ліга Леуміт | 12    | 1    |
| 1976/77 | «Бней-Єгуда» (Тель-Авів) | Ізраїль | Ліга Леуміт | 20    | 5    |
| 1977/78 | «Хапоель» (Єрусалим)     | Ізраїль | Ліга Леуміт | 20    | 2    |
| 1978/79 | «Хапоель» (Єрусалим)     | Ізраїль | Ліга Леуміт | 27    | 2    |

## Досягнення
- Ліга Леуміт
  -  Бронзовий призер (1): 1973

- Кубок Ізраїлю
  -  Володар (1): 1973